# Alonso de Herrera y Guzmán
Alonso Felipe de Herrera y Guzmán ou Alonso II de Herrera y Guzmán, et né sous le nom d'Alonso Felipe de Herrera y Guzmán Castro Polanco ( Séville d'Andalousie, couronne d'Espagne, 1578 – Córdoba (Argentine), gouverneur de Tucumán 1636) était un hidalgo espagnol et conquistador nommé lieutenant-gouverneur de Santiago del Estero vers 1603 jusqu'aux environs de 1613.

## Biographie
Alonso Felipe de Herrera y Guzmán est né entre mars et le 10 juin 1578 à Séville, capitale du royaume de Séville, qui est l'un des quatre royaumes d'Andalousie qui faisaient partie de la couronne espagnole.
Il est le fils d'Alonso de Herrera y Guzmán (Salamanque, 1540-Veracruz, vice-royauté de la Nouvelle-Espagne, vers 1589) et de María de Castro Polanco (née à Séville , entre mai et le 19 août 1553). Descendant de Juan de Urrea, maire de Salamanque et père paternel de la maison de Medina Sidonia.
Arrivé sur le nouveau continent, Guzmán de Castro Polanco a occupé d'importantes fonctions publiques à Santiago del Estero, Tucumán, Córdoba (Argentine) et Buenos Aires où il a été maire et général.
Il est chevalier de l'Ordre de Santiago et l'Ordre de Saint-Jean de Jérusalem, encomendero de Tatingasta de La Rioja à Tucumán et lieutenant-gouverneur de Santiago del Estero vers 1603 jusque vers 1613.

## Mariages et descendances
- Ana María de Herrera y Guzmán (n. ca. 1605).
- Sebastiana de Herrera y Guzmán (n. ca. 1606).
- Alonso III de Herrera y Guzmán[1],[2] qui fut gouverneur général de Córdoba vers 1636 jusqu'à 1637 et de 1656 à 1659.
- Juan de Herrera y Guzmán (n. ca. 1607).
- Francisco de Herrera y Guzmán (n. ca. 1608).
- Catalina de Herrera y Guzmán (n. ca. 1609).
- Pedro de Herrera y Velasco, Alanis Ocampo, Juan Benjamín, [3]. L'auteur nomme Pedro de Herrera y Velasco comme Pedro Ramírez de Velasco y Herrera Guzmán. est un militaire au grade de capitaine créateur de la ville de tucuman de San Isidro de Valle Viejo en 1668, siendo nombrado como su primer alcalde, et se marie à Córdoba le 25 mai 1643 avec Jerónimo Luis de Cabrera, une nièce de Hernando Arias de Saavedra, et petite nièce des gouverneurs coloniaux Jerónimo Luis de Cabrera et Juan de Garay, idem que Provincia de Tucumán, Diego de Villarroel, et une descendante de la maison de l'Infante.
- Fernando de Herrera y Guzmán (n. ca. 1615).
- María de Alí de Castro Polanco y de Herrera y Guzmán (n. ca. 1618) mariée avec Sancho de Paz y Figueroa Cabrera, un Arrière-petit-fils de Jerónimo Luis de Cabrera y de Diego de Villarroel, fondateurs de la ville de Córdoba et Tucumán, avec la naissance de Juan de Paz y Figueroa y Castro Polanco qui se marie avec Catalina de Figueroa Mendoza y Andrada Sandoval, descendante maternelle de Francisco de Aguirre, fundateur de la ville de Santiago del Estero.
- Lorenza de Ugarte Ramírez de Velasco y Herrera (n. ca. 1619) épouse sergent-major Pedro de Cabrera y Villarroel (n. Córdoba, ca. 1605 - f. 1649) père de Catalina de Villarroel y Ugarte, épouse Jacinto Maldonado de Saavedra,
- Diego de Herrera y Guzmán[4] (n. ca. 1620) est un militaire sergent-major mayor de la Province de La Rioja (Argentine) gouverneur en 1655 [5].
- Felipe de Herrera y Guzmán (Santiago del Estero, 1621 - f. ca. 1685) marié avec Isabel de Tapia Rengel.
- Isabel de Herrera y Velasco (n. ca. 1622) qui s'unit avec Pedro Luis de Navarrete y Cabrera, un petit-fils du gouverneur Jerónimo Luis de Cabrera y de Diego de Villarroel.
- Leonor de Herrera y Velasco  [6] (n. ca. 1623).